# ماري إيوينج أوتربريدج (لاعبة تنس)
ماري إيوينج أوتربريدج (المولودة في 16 فبراير 1852، والمُتوفاة في 3 مايو 1886) هي أول من جلبت لعبة التنس إلى الولايات المتحدة من برمودا.

## السيرة الذاتية
وُلدت ماري في 16 فبراير 1852 في فيلادلفيا ببنسلفانيا لوالديها البرموديين ألكسندر إيوينج أوتربريدج (من مواليد عام 1816، وتُوفي عام 1900) ولورا كاثرين هارفي (من مواليد عام 1818، وتُوفيت 1867).  تزوج والداها في باجيت باريش ببرمودا عام 1840، ونقلا عائلتهما المتنامية إلى الولايات المتحدة قبل ولادتها. وٌلد أربعة من إخوتها في برمودا: ألبرت ألبوي أوتربريدج (1841-1917)، جوزيف أوتربريدج (1843-1933)، وأوغست إيميليوس أوتربريدج (1846-1921)، وكاثرين تاكر أوتربريدج (1846-1928). كان إخوتها الآخرون هم هارييت هارفي أوتربريدج (1848-1920)، وألكسندر إوينج أوتربريدج الثاني (1850-1928)، ولورا كاثرين أوتربريدج (1855-1953)، وأدولف جون هارفي أوتربريدج (1858-1928)، ويوجينيوس هارفي أوتربريدج (1860-1932). )، الذي كان أول رئيس لهيئة ميناء نيويورك ونيوجيرسي.
سُوقت لعبة التنس الحديثة لأول مرة تجاريًا في عام 1874 في إنجلترا على يد الرائد والتر كلوبتون وينجفيلد من الجيش البريطاني . شارك إحدى مرؤوسي وينجفيلد أثناء إرساله إلى حامية برمودا البريطانية في عام 1874 معدات وقواعد التنس مع أوتربريدج في كليرمونت، في منزل عائلتها في باجيت باريش الذي يمتلك حديقة كبيرة مسطحة.  عادت ماري في عام 1874من برمودا على متن السفينة إس إس كانيما . صاجر المعدات الرياضية في البداية مسؤولو الجمارك، لكن استخدم شقيقها أوغست علاقاته في تجارة الشحن للإفراج عن المعدات. قدمت لعبة التنس إلى الولايات المتحدة من خلال إنشاء أول ملعب تنس في البلاد في نادي ستاتن آيلاند للكريكيت والبيسبول، بالقرب من الموقع الحالي لمحطة عبارات جزيرة ستاتن. تأسس النادي في 22 مارس 1872تقريبًا لعبت ماري أول مباراة تنس في الولايات المتحدة ضد أختها لورا في جزيرة ستاتن بنيويورك في ملعب على شكل ساعة رملية.
أقام نادي ستاتن آيلاند للكريكيت والبيسبول بطولة التنس الأمريكية في سبتمبر 1880. فاز بالنهائيات وودهاوس من إنجلترا، متغلبًا على الكندي هيلموث. دفعت الخلافات حول أبعاد ملعب التنس والحجم الصافي ووزن المضرب وحجم الكرة بين المشاركين في البطولة، شقيق ماري أوتيربريدج أوجينيوس إلى دعم تشكيل اتحاد التنس الأمريكي عام 1881 لإنشاء لوائح موحدة.
تُوفيت ماري أوتربريدج في 3 مايو 1886 عن عمر يناهز 34 عامًا بسبب التهاب الكلى. كانت تعيش مع والدها، الذي كان يعمل كاتبًا، في حي نيو برايتون بجزيرة ستاتن، ودُفنت في مقبرة سيلفر ماونت بجزيرة ستاتن بجوار والدتها.

## التراث
أُدرجت ماري أوتربريدج في قاعة مشاهير التنس الدولية في عام 1981 وقاعة مشاهير الرياضة في جزيرة ستاتن في عام 1999.
يحدد كتاب الصحفي والمذيع الرياضي بود كولينز تاريخ التنس الادعاءات المتنافسة لإدخال التنس إلى الولايات المتحدة. أولاً، وصفت كاتبة المذكرات مارثا سمرهيز لعب التنس في فورت أباتشي بأريزونا مع إيلا ويلكنز بيلي زوجة ضابط في الجيش في 8 أكتوبر 1874. ثانيًا، لعب جيمس دوايت التنس مع ابن عمه فريد سيرز في ناهانت بولاية ماساتشوستس عام 1875، مما أدى إلى زيادة شعبية هذه الرياضة في نيو إنجلاند. بعد بطولة بيكون بارك المفتوحة في أكتوبر 1880 في بوسطن، انطلقت بطولة الولايات المتحدة المفتوحة في نيوبورت برود آيلاند، وكانت تُلعب هناك سنويًا حتى الانتقال إلى نيويورك في عام 1915. يعود الفضل عادةً إلى دوايت في تقديم التنس إلى الولايات المتحدة لأنه شغل منصب رئيس اتحاد التنس الأمريكي من عام 1882 إلى عام 1884 ومرة أخرى من عام 1894 إلى عام 1911. 
بينما أظهر لاعب التنس مالكولم ويتمان سجلات من أرشيف نيويورك توثق جلب ماري لمعدات التنس من برمودا عام 1874، فإن هذا الدليل لا يثبت ما إذا كانت لعبت التنس في نادي ستاتن آيلاند للكريكيت والبيسبول قبل ادعاء دوايت بلعب التنس في ماساتشوستس خلال عام 1875.
مع الإشارة إلى أن تأثير ماري أوتربريدج لم يتم التعرف عليه في قسم النعي بصحيفة نيويورك تايمز وقت وفاتها، أدرجتها المحررة أميشا بادناني في مشروع الصحيفة من خلال نعي متأخر عام 2018 يتزامن مع اليوم العالمي للمرأة في ذلك العام. زعمت بادناني أنه بغض النظر عما إذا كانت أوتربريدج هي أول من أدخلت التنس إلى الولايات المتحدة، فإن دورها في نشر هذه الرياضة بين النساء أدى إلى إدراج البطولة الوطنية الفردية للسيدات منذ بطولة الولايات المتحدة المفتوحة عام 1887.

## الحواشي
1. 1 2 3  Bud Collins (2010). The Bud Collins History of Tennis: An Authoritative Encyclopedia and Record Book (بالإنجليزية) (2nd ed.). New York City: New Chapter Press. p. 624. ISBN:978-0-942257-70-0. OCLC:456175786. OL:32406049M. QID:Q13415851.
2. ↑  Pollak، Michael (27 أغسطس 2006). "Rocking the Tennis Cradle". نيويورك تايمز. اطلع عليه بتاريخ 2007-07-21. In 1874, a جزيرة ستاتن resident, Mary Ewing Outerbridge, was visiting relatives in Bermuda. She encountered a recent invention of an Englishman, Maj. Walter C. Wingfield, who had adapted an ancient ball sport. The adapted game was first played at a garden party in Wales in December 1873 and had just arrived in Bermuda, where British Army officers were playing it. In early 1874 Miss Outerbridge brought back from Bermuda a net, balls and rackets, and specifications for the size of the courts. The strange gear was confiscated by customs agents. Her brother A. Emilius Outerbridge, a shipping executive, used his pull to get the gear released. He was also an officer of the Staten Island Cricket and Baseball Club in St George, and that spring, his sister set up her court there. A national tournament was played on Staten Island on September 1, 1880. The overhand serve had not been invented, and the game resembled badminton. The cricket club's remaining grounds were converted to public courts in 1931. ...
3. ↑  "Mary Outerbridge". www.myheritage.com. مؤرشف من الأصل في 2023-08-03. اطلع عليه بتاريخ 2023-08-03.
4. ↑  "1880 United States Federal Census: Schedule 1 Inhabitants in Castleton, in the County of Richmond, State of New York, Enumerated by Me on the Fourteenth Day of June, 1880". أنسيستري.كوم. إدارة الأرشيف والوثائق الوطنية. 22 يوليو 1880. ص. 43. https%3A%2F%2Fwww.ancestry.com%2Fdiscoveryui-content%2Fview%2F4865113%3A6742%3Fnreg%3D1 مؤرشف من الأصل في 2023-12-22. {{استشهاد ويب}}: تحقق من قيمة |مسار أرشيف= (مساعدة)
5. ↑  "Bermuda's Place in Tennis History". Blackburne. مؤرشف من الأصل في 2022-12-20.
6. ↑  Padnani, Amisha (8 Mar 2018). "Mary Ewing Outerbridge, Who Helped Bring Tennis to the United States". The New York Times (بالإنجليزية الأمريكية). ISSN:0362-4331. Retrieved 2020-03-29.
7. ↑  "Bermudas Place in Tennis History > The IC of Bermuda". Ictennis.net. 30 ديسمبر 2016. مؤرشف من الأصل في 2022-12-20. اطلع عليه بتاريخ 2018-03-09.
8. 1 2  "Our History". Statenislandtennisassociation.com. 9 يونيو 1915. مؤرشف من الأصل في 2022-12-20. اطلع عليه بتاريخ 2018-03-09.
9. ↑  "Lawn-tennis on Staten Island. Mr. Woodhouse, of London, Wins In The Single Games. Games Today" (PDF). نيويورك تايمز. 4 سبتمبر 1880. اطلع عليه بتاريخ 2009-08-18. The single games in the lawn-tennis tournament at Camp Washington, جزيرة ستاتن, were concluded yesterday, and the handsome silver cup presented for competition by the Staten Island ...
10. ↑  "Sport: Jubilee". Time. 21 سبتمبر 1931. مؤرشف من الأصل في 2023-12-21. اطلع عليه بتاريخ 2023-10-17.
11. ↑  Amisha Padnani (8 مارس 2018). "Mary Ewing Outerbridge, Who Helped Bring Tennis to the United States". نيويورك تايمز. اطلع عليه بتاريخ 2018-03-09.
12. ↑  "1880 United States Federal Census: Schedule 1 Inhabitants in Castleton, in the County of Richmond, State of New York, Enumerated by Me on the Fourteenth Day of June, 1880". أنسيستري.كوم. إدارة الأرشيف والوثائق الوطنية. 22 يوليو 1880. ص. 43. https%3A%2F%2Fwww.ancestry.com%2Fdiscoveryui-content%2Fview%2F4865113%3A6742%3Fnreg%3D1 مؤرشف من الأصل في 2023-12-22. {{استشهاد ويب}}: تحقق من قيمة |مسار أرشيف= (مساعدة)"1880 United States Federal Census: Schedule 1 Inhabitants in Castleton, in the County of Richmond, State of New York, Enumerated by Me on the Fourteenth Day of June, 1880". Ancestry.com. National Archives and Records Administration. July 22, 1880. p. 43.
13. ↑  "Lawn Tennis in America". نيويورك تايمز. 28 أبريل 1931. ص. 26. اطلع عليه بتاريخ 2007-07-21.
14. ↑  "Mary Outerbridge". قاعة مشاهير كرة المضرب الدولية. مؤرشف من الأصل في 2010-08-13. اطلع عليه بتاريخ 2010-06-07.
15. ↑  "Mary Outerbridge". Staten Island Sports Hall of Fame. مؤرشف من الأصل في 2023-12-22. اطلع عليه بتاريخ 2023-10-17.
16. ↑  Collins، Bud (2016). The Bud Collins History of Tennis (ط. 3rd). New Chapter Press. ص. 74–75. ISBN:9781937559380. مؤرشف من الأصل في 2023-12-21.
17. ↑  "Lawn Tennis in America". نيويورك تايمز. 28 أبريل 1931. ص. 26. اطلع عليه بتاريخ 2007-07-21."Lawn Tennis in America". The New York Times. April 28, 1931. p. 26. Retrieved July 21, 2007.
18. ↑  Padnani, Amisha (8 Mar 2018). "How an Obits Project on Overlooked Women Was Born". نيويورك تايمز (بالإنجليزية الأمريكية). ISSN:0362-4331. Retrieved 2018-03-24.
19. ↑  Amisha Padnani (8 مارس 2018). "Mary Ewing Outerbridge, Who Helped Bring Tennis to the United States". نيويورك تايمز. اطلع عليه بتاريخ 2018-03-09.Amisha Padnani (March 8, 2018). "Mary Ewing Outerbridge, Who Helped Bring Tennis to the United States". The New York Times. Retrieved March 9, 2018.

## روابط خارجية
- Findagrave: ماري أوتربريدج
- قاعة مشاهير التنس الدولية